# Peperomia hadrostachya
Peperomia hadrostachya är en pepparväxtart som beskrevs av Truman George Yuncker. Peperomia hadrostachya ingår i släktet peperomior, och familjen pepparväxter. Inga underarter finns listade i Catalogue of Life.